# Gütergemeinschaft der Jerusalemer Urgemeinde
Als Gütergemeinschaft der Jerusalemer Urgemeinde (auch Gütergemeinschaft der Urgemeinde, Urgemeindliche Gütergemeinschaft oder Urchristliche Gütergemeinschaft) bezeichnet man eine Praxis, von der die Apostelgeschichte des Lukas (Apg 2,44 ; 4,32 ) im Neuen Testament (NT) erzählt: Danach besaß die erste Gemeinschaft des Urchristentums in Jerusalem all ihr Eigentum gemeinsam und teilte dessen Erlöse mit den bedürftigen Gemeindegliedern.
Mit Bezug auf diese NT-Darstellung versuchten zahlreiche christliche Gruppen in der Kirchengeschichte, ihr Eigentum zu teilen und ganz oder teilweise gemeinsam zu verwalten. Die Forschung fragt vor allem, woher das Motiv des Kollektiveigentums stammt, wie die zugehörigen NT-Texte dieses begründen, welcher Art es war, welche historische Realität dahinter stand und welche aktuelle Bedeutung es hat.

## Neues Testament

### Texte zur Gütergemeinschaft
Die Aussage „Sie hatten alles gemeinsam“ findet sich zweimal nahezu wortgleich in den Texteinheiten Apg 2,42–47 und Apg 4,32–35. Es sind formal, sprachlich und inhaltlich eng verwandte Summarien. Der Evangelist Lukas gilt als ihr gemeinsamer Autor.
Im direkten Anschluss an das Pfingstwunder und die erste Predigt des Simon Petrus fasst Apg 2,42–47  die Hauptmerkmale der Jerusalemer Urgemeinde zusammen:

„Sie hielten an der Lehre der Apostel fest und an der Gemeinschaft, am Brechen des Brotes und an den Gebeten. Alle wurden von Furcht ergriffen; denn durch die Apostel geschahen viele Wunder und Zeichen. Und alle, die gläubig geworden waren, bildeten eine Gemeinschaft und hatten alles gemeinsam. Sie verkauften Hab und Gut und gaben davon allen, jedem so viel, wie er nötig hatte. Tag für Tag verharrten sie einmütig im Tempel, brachen in ihren Häusern das Brot und hielten miteinander Mahl in Freude und Einfalt des Herzens. Sie lobten Gott und waren beim ganzen Volk beliebt. Und der Herr fügte täglich ihrer Gemeinschaft die hinzu, die gerettet werden sollten.“

Das Wort koinonia („Gemeinschaft“) verwendet Lukas nur hier. Wie die Wendung hapanta koina („alles gemeinsam“) bestätigt, bedeutet es im NT nicht nur personale Harmonie, sondern auch soziale Verwendung des Eigentums. Die Verteilung von Verkaufserlösen an Bedürftige ist demnach konstitutiver Bestandteil dieser Gemeinschaft und hat denselben Rang wie die apostolische Lehre, die Mahlfeier (bei der Sakrament und Sättigung noch ungetrennt waren), das Gebet und die Mission. Dafür erfuhr die Urgemeinde laut Apg 2,47  die Sympathie des jüdischen Volkes.
Diese Merkmale stellt der Text als Wirkung des im Pfingstwunder ausgeschütteten Heiligen Geistes und der ersten Petruspredigt dar. Diese verkündet zentral die Auferstehung Jesu Christi, des zuvor für die Schuld aller Gekreuzigten (Apg 2,36 ). Sie endet mit dem Aufruf (Apg 2,38.40 ): „Tut Buße und jeder von euch lasse sich taufen auf den Namen Jesu Christi zur Vergebung eurer Sünden, so werdet ihr empfangen die Gabe des Heiligen Geistes. […] Lasst euch erretten aus diesem verkehrten Geschlecht!“ Darauf folgt eine Massentaufe der Predigthörer. In ihrer Gütergemeinschaft zeigt sich, dass sie den versprochenen Geist empfangen haben und dem Umkehrruf folgen.
Nach weiteren Missionserfolgen kommt Apg 4,32–35  auf das Thema Gütergemeinschaft zurück und erläutert deren Art und Ziel:

„Und die Menge der Gläubigen war ein Herz und eine Seele; und auch nicht einer sagte, dass etwas von seinen Gütern sein eigen sei, sondern alle Dinge waren ihnen gemeinsam. […] Es litt auch niemand unter ihnen Mangel; denn die, welche Besitzer von Äckern oder Häusern waren, verkauften sie und brachten den Erlös des Verkauften und legten ihn den Aposteln zu Füßen; und man teilte jedem aus, so wie jemand bedürftig war.“

 Demnach blieb Privatbesitz formell bestehen, aber jeder Getaufte verzichtete den anderen Gemeindegliedern gegenüber je nach Bedarf auf seine Besitzrechte. Den so erreichten Zustand des Gemeinbesitzes bezeichnet Lukas mit der Wendung hapanta koina analog zum damaligen hellenistischen Freundschaftsideal, so dass die Urgemeinde hier auch für Nichtjuden Vorbild war und sein sollte.
Nach diesen Summarien folgen Beispiele (Apg 4,36–37 ): „Josef aber, der von den Aposteln den Beinamen Barnabas erhalten hatte […], besaß einen Acker und verkaufte ihn, brachte das Geld und legte es den Aposteln zu Füßen.“ Apg 5,1–11  erzählt, dass Hananias und Saphira zusammen ein Grundstück verkauften, aber etwas von dem Erlös für sich behielten und Hananias den Aposteln nur einen Teil davon überbrachte. Petrus habe ihn gefragt:

„Hananias, warum hat der Satan dein Herz erfüllt, dass du den Heiligen Geist belügst und von dem Erlös des Grundstücks etwas für dich behältst? Hätte es nicht dein Eigentum bleiben können und konntest du nicht auch nach dem Verkauf frei über den Erlös verfügen?“

Mit dem Beschluss in seinem Herzen habe er nicht Menschen, sondern Gott belogen: „Als Hananias diese Worte hörte, stürzte er zu Boden und starb.“ Ebenso ergeht es seiner Frau, die Petrus danach mit ihrer Tat konfrontiert.
Die Beispiele kontrastieren das erwünschte Verhalten, den ganzen Erlös eines Grundstücksverkaufs der Gemeinde zu spenden, mit dem verurteilten Verhalten, etwas vom Erlös für sich zu behalten. Laut der Reaktion des Petrus waren Grundstücksverkauf und Spende freiwillig, aber das Unterschlagen eines Teils war für ihn ein Belügen Gottes, weil der Spender fälschlich vorgab, den vollen Erlös zu spenden. Damit brach er die vom Heiligen Geist bewirkte Gemeinschaft, die den Bedürftigen zugutekommen sollte. Demnach sollte der tatsächliche Verkaufserlös bei einer freiwilligen Spendenübergabe nicht verheimlicht oder eine vorher angekündigte Spende vollständig übergeben werden. Danach erwähnt die Apg die Gütergemeinschaft nicht mehr.

### Texte zum Besitzausgleich zwischen Gemeinden
Nach Apg 6,1–7  gewährleistete die Gütergemeinschaft nicht immer, dass alle versorgt wurden: Bei der täglichen Nahrungsausteilung seien die Witwen der Griechisch sprechenden Judenchristen übersehen worden. Eine Vollversammlung der Gemeinde habe die bisher von den Aposteln selbst geübte Nahrungsverteilung einem neu gewählten Gremium von sieben Diakonen übertragen.
Weitere NT-Texte berichten von Kollekten aus anderen Gemeinden für die Urgemeinde. Sie zeigen, dass es dort weiterhin Mangel gab, so dass ein Besitzausgleich zwischen den Gemeinden eingeführt wurde. Apg 11,27–30 erwähnt eine solche Kollekte aus Antiochia. Nach Gal 2,10 wurde beim Apostelkonzil (um 48) eine fortlaufende Kollekte für die Urgemeinde vereinbart, die Paulus von Tarsus in den von ihm gegründeten Gemeinden einsammeln wollte. Denkbarer Anlass war eine Hungersnot in der Region um das Jahr 47/48. Das Beispiel der Jerusalemer Gütergemeinschaft kann die externe Spendensammlung angeregt haben.
Paulus schilderte in Röm 15,25–29  die Übergabe dieser Sammlung „für die Armen unter den Heiligen in Jerusalem“ (vgl. Apg 24,17) und schrieb über die Spender: „Sie haben’s willig getan und sind auch ihre Schuldner. Denn wenn die Heiden an ihren geistlichen Gütern Anteil bekommen haben, ist es recht und billig, dass sie ihnen auch mit leiblichen Gütern Dienst erweisen.“ Er verstand diese Armenkollekte also nicht als karitative Dienstleistung, sondern als Pflicht der Heidenchristen, die den Judenchristen damit für die empfangene Heilsbotschaft des Gottes Isrels danken und ihre bleibende Verbindung zu den Judenchristen bekräftigen sollten.
In 2 Kor 8,1–15  ermutigte Paulus die Gemeinde in Korinth, ihre früher begonnene Kollekte für die Urgemeinde fortzusetzen: „Denn ihr wisst, was Jesus Christus, unser Herr, in seiner Liebe getan hat: Er, der reich war, wurde euretwegen arm, um euch durch seine Armut reich zu machen. […] Denn es geht nicht darum, dass ihr in Not geratet, indem ihr anderen helft; es geht um einen Ausgleich. Im Augenblick soll euer Überfluss ihrem Mangel abhelfen, damit auch ihr Überfluss einmal eurem Mangel abhilft. So soll ein Ausgleich entstehen, wie es in der Schrift heißt: Wer viel gesammelt hatte, hatte nicht zu viel, und wer wenig, hatte nicht zu wenig.“ Damit griff Paulus die Absicht der Gütergemeinschaft auf, den Mangel der Armen innerhalb der christlichen Gemeinschaft auszugleichen, und übertrug die Vorstellung des Besitzausgleichs zwischen reichen und armen Gemeindegliedern auf das Verhältnis aller Gemeinden untereinander.

## Wirkungen
Die Gütergemeinschaft der Urgemeinde (Apg 2/4) wirkte in der Christentumsgeschichte als Vorbild für christliche Minderheiten, die entsprechend zu leben versuchen und sich damit von den Großkirchen abgrenzen. Sie bildet einen kritischen Maßstab für das gesamte Verhältnis der Kirchen zu Armut, Eigentum und Besitz. Sie begründet darüber hinaus auch Gesellschaftskritik, da sie ein gleichberechtigtes Zusammenleben in gegenseitiger, verbindlicher Solidarität ohne Ausbeutung beinhaltet und damit das kommende Reich Gottes bezeugen und vorwegnehmen will.

### Spätantike
Die Alte Kirche entwickelte eine Hierarchie und Ansätze zu einer Zweistufenethik, die den meisten Christen die Gebote Jesu erließ. Kirchliche Bischöfe waren zugleich Großgrundbesitzer. Das Teilen des Besitzes mit den Armen blieb dem Einzelnen als freiwillige Almosen überlassen. Als Gegenbewegung dazu entstand seit 300 das christliche Mönchtum, das meist auf Motive der Askese zurückgeführt wird. Otto Gerhard Oexle dagegen sieht die von der Gütergemeinschaft der Urgemeinde inspirierte Idee der Vita communis als Entstehungsgrund. Die Anachoreten folgten dem Vorbild des Antonius, der 305 seinen ganzen Besitz verschenkt und sich als Eremit in die Wüste zurückgezogen hatte. Pachomios gründete um 325 das erste christliche Kloster als Koinobion. Für ihn war die Urgemeinde ein bestimmendes Motiv, wobei er wohl noch keine Gütergemeinschaft einführte. Vertreter des koinobitischen Mönchtums beriefen sich stets auf Apg 2,44 und 4,32, um das asketische Modell abzulehnen und zunehmende Vergemeinschaftung als die richtige, mit der Christianisierung einhergehende Form des Zusammenlebens der Christen zu begründen. Eusebius von Vercelli (283–371) führte 340 für den Klerus seiner Stadt eine Lebens- und Gütergemeinschaft nach Apg 2 ein.
Für viele Kirchenväter war die Gütergemeinschaft der Urgemeinde das Ideal des apostolischen Zeitalters, von dem aus sie Luxus, Bestechlichkeit, ungerechte Gewinne, das Zinsnehmen (als Wucher) und die Habgier kritisierten. Dabei entwickelten sie keine Wirtschaftstheorie. Der Presbyter Basilius der Große, der zuvor lange als Anachoret besitzlos gelebt hatte, übte 368 anlässlich einer schweren Hungersnot in Kappadokien in Predigten über Lukastexte des NT scharfe Kritik an den Reichen, die den Nahrungsmangel für Preiserhöhungen und Güterverknappung ausnutzten. Er verlangte den sofortigen und rückhaltlosen Einsatz ihrer Güter für das Gemeinwohl, das Senken der Preise und Kreditzinsen. Er organisierte aus laufenden Spenden eine geregelte Armenspeisung und errichtete nach dieser Soforthilfe eine Siedlung für Arme, die sie dauerhaft mit Nahrung und medizinischer Behandlung versorgte. Sein Grundgedanke war, dass alles Privateigentum Gott gehöre, so dass jeder Wohlhabende nur sein Treuhänder und Verwalter sei und alle Gewinnüberschüsse für die Armen zu mobilisieren habe. Diesem Patrozinium genannten Prinzip folgten Gregor von Nazianz und Gregor von Nyssa. Hieronymus legitimierte das koinobitische Mönchtum um 380 mit dem Hinweis, dass Judenchristen in Alexandria und anderswo noch jahrhundertelang Gütergemeinschaft praktiziert hätten. Johannes Cassianus schrieb über die Apg 2,44: „Die ganze Kirche lebte damals so, während sich heute nur wenige in den Klöstern finden, die dieses Leben führen.“ Damit idealisierte er das Urchristentum im Kontrast zur Kirche seiner Zeit.
Als das Christentum zur Staatsreligion geworden war (380), wurde nur noch in abgesonderten Klöstern Gütergemeinschaft geübt. Die um 397 entstandene Augustinusregel paraphrasiert Apg 2: „Das ist es, was wir euch im Kloster gebieten. Das erste Ziel eures gemeinschaftlichen Lebens ist, in Eintracht zusammenzuwohnen und ein Herz und eine Seele in Gott zu sein. Deshalb nennt nichts euer eigen, sondern alles gehöre euch gemeinsam“ (Kap. 1). Für Augustinus von Hippo war die Gütergemeinschaft der Urgemeinde die Norm und der historische Ausgangspunkt für das Zusammenleben der Christen in Hausgemeinschaften (vita communis) und somit für den Zusammenhalt aller Christen. Diese Norm betonte er 407 in Predigten gegen die Donatisten, denen er eine egoistische, nur an der eigenen ethischen Vollkommenheit interessierte Haltung vorwarf.
Auch die Regula Benedicti (6. Jahrhundert) verlangte die Aufgabe allen Privatbesitzes von angehenden Mönchen. Die Gütergemeinschaft begründet hier auch eine Gemeinwirtschaft und Pflicht zur streng geregelten, täglichen gemeinsamen Arbeit. Die Verwaltung des klösterlichen Gemeineigentums oblag allein dem jeweiligen Abt, war also an die Ordenshierarchie gebunden und beinhaltete keine Kirchenkritik.

### Mittelalter
Die Bettelorden praktizierten eine rege Almosentätigkeit, bewogen viele Reiche zur Besitzabgabe und begrüßten zugleich die sich ausdehnende Zinswirtschaft. Ihre Konflikte mit dem Klerus beeinflussten die Universitäten und führten zur Bildung von Laienorden in vielen Städten. So trugen sie wesentlich zur Stabilisierung des mittelalterlichen Feudalismus bei.
Die im 11. Jahrhundert gegründeten Franziskanerorden pflegten ebenfalls Besitzverzicht und Gemeinschaftsbesitz. Besonders die Minoriten verbanden dies stärker als ihre Vorgänger mit expliziter Kritik an ungleichen Besitz- und Machtverhältnissen in Kirche und Gesellschaft. Vorstöße, dem Klerus besitzlose Lebensweisen und der Kirche den Verzicht auf Reichtum nahezubringen, wurden jedoch von den Päpsten zurückgewiesen.
Die Gütergemeinschaft der Bettelorden bewirkte im 13. Jahrhundert einen Streit der Scholastik um die Rolle des Privateigentums: Thomas von Aquin rechtfertigte Privatbesitz und seine Vererbung mit dem Naturrecht als mit der Gütergemeinschaft gleichberechtigte Form christlichen Lebens. Dagegen sah Johannes Duns Scotus das Gemeineigentum als Normalität an, gestand nur ein Gebrauchsrecht auf Güter als legitim zu, bestritt das Recht auf Privateigentum und deutete es als von den Fürsten erfundene Setzung.
Kirchen- und gesellschaftskritische Formen der Gütergemeinschaft traten seit dem 14. Jahrhundert öfter auf. Um 1370 entstand in den Niederlanden die Bewegung der Brüder vom gemeinsamen Leben, die keinen neuen Orden bilden wollten. Vielmehr sahen sie ihre Gütergemeinschaft als direktes Gebot Jesu Christi, des alleinigen „Abtes“, für alle Regularkanoniker. Für sie war das Vorbild der Urgemeinde als apostolische Lehre allgemeinverbindliche Lebensform aller Christen, ob Kleriker oder Laien, die die Kirche nur verdeckt habe.

### Reformationszeit
Seit dem 15. Jahrhundert gab es Vorstöße für eine radikale Reformation in Kirche und Gesellschaft, deren Vertreter öfter auch Gütergemeinschaft forderten und lokal oder regional zeitweise verwirklichten: etwa die tschechischen Taboriten (1420) und Hans Böhm (Pauker von Niklashausen) (1476).
Ab 1520 im Verlauf der Reformation unternahmen Gruppen der Täufer und reformatorische Prediger solche Versuche. Sie sympathisierten vielfach mit den deutschen Bauernaufständen und übernahmen zum Teil deren Forderungen für von ihnen reformierte Städte, etwa Nikolaus Storch, Thomas Müntzer und Hans Hergot in Sachsen und Thüringen.
Thomas Müntzer soll nach der verlorenen Schlacht bei Frankenhausen 1525 unter der Folter als wesentliches Motiv der Bauernaufstände bekannt haben: In der Christenheit sollten alle gleich werden, und die Fürsten, die dem Evangelium nicht beistehen wollten, sollten vertrieben oder erschlagen werden. Müntzer und seine Anhänger hätten als Grundsatz vertreten: omnia sunt communia (alles gehört allen), und jedem solle nach seinen Bedürfnissen ausgeteilt werden. Davon beeinflusst war die Schrift Von der neuen Wandlung eines christlichen Lebens, die eine Utopie einer auf Gemeineigentum beruhenden Gesellschaft entwarf: Gott selbst werde den neuen Lebenswandel herbeiführen, in dem niemand mehr sagen werde: „Das ist meyn.“ Der Adel werde vergehen. Das einfache Volk werde seine Häuser besitzen und alle lebensnotwendigen Güter wie Holz, Wasser, Weideland usw. gemeinsam nutzen. Die Leute würden dann in Gemeinden zusammen arbeiten, jeder nach seinen Fähigkeiten, und alle Dinge gemeinsam gebrauchen, so dass es niemand besser haben werde als der andere. Es werde keine Abgaben mehr geben, dafür allgemeinen Zugang zu höherer Bildung: Jede Person werde die Sprachen Hebräisch, Griechisch und Latein erlernen. Die Schrift verschmolz also die verbreiteten Forderungen der Bauern nach abgabenfreier Allmende-Nutzung mit dem urchristlichen Ideal der Gütergemeinschaft und dem Bildungsideal der damaligen Humanisten. 1527 fand man ein Exemplar der Schrift bei ihrem mutmaßlichen Autor, dem Nürnberger Buchmacher Hans Hergot. Daraufhin wurde er als Aufrührer hingerichtet.
In Zollikon (Schweiz) gründete ein Kreis um Konrad Grebel, Felix Manz und Wilhelm Reublin nach ihrer Ausweisung aus Zürich 1525 eine kommunale Gütergemeinschaft. Der Bauernführer Michael Gaismair versuchte 1526 in Tirol erfolglos eine neue, christlich begründete Eigentumsordnung durchzusetzen. Die Täufer verbreiteten 1527 neben den Schleitheimer Artikeln eine Gemeindeordnung, die Gütergemeinschaft in künftigen Täufergemeinden etablieren sollte. Dazu gehörte die Forderung nach einem Sonderetat, aus dem im akuten Notfall die Armen zu versorgen seien.
Hans Hut, ein Schüler Thomas Müntzers, versuchte die Gütergemeinschaft in Nikolsburg (Mähren) 1527 erfolglos gegen den gemäßigten Täufer Balthasar Hubmaier durchzusetzen. Hut verstand Gütergemeinschaft als Überwindung der Ursünde des Begehrens im Sinne des neunten und zehnten der Zehn Gebote. Seine Anhänger übten sie auch in ihren Familien und mit Flüchtlingen, die sie in ihre Häuser aufnahmen. Sie gründeten 1528 zunächst in Austerlitz, dann 1530 in Auspitz eine Gütergemeinschaft und vertraten zudem einen radikalen Pazifismus, der Verzicht auf bewaffnete Selbstverteidigung einschloss.
1529 gründete Philipp Plener in Mähren eine Gemeinde der Philipper, die geflohene Täufer aus Schwaben, dem Rheinland und der Pfalz aufnahm und eine freiwillige Gütergemeinschaft praktizierte. Im selben Jahr lernte Jakob Hutter die Täufergemeinde in Austerlitz kennen und erklärte deren Form der Gütergemeinschaft zum Modell für die von ihm selbst gegründeten Täufergemeinden in Tirol. Weil diese verfolgt wurden, konnten sie die angestrebte Gütergemeinschaft nicht praktizieren. Darum siedelte Hutter die Tiroler Täufer allmählich nach Mähren um.
Nach internen Konflikten gründete er dort 1533 die ersten Bruderhöfe als von Gütergemeinschaft bestimmte agrarische Wohnsiedlungen und arbeitsteilige Handwerksbetriebe mit eigenen Kindergärten und Schulen. 1535 musste er aus Mähren zurück nach Tirol fliehen, wurde dort gefangen und 1536 in Innsbruck verbrannt. Weitere Gütergemeinschaften erprobten die Stäbler und Gabrieler.
Anders als andere Täufergruppen konnten die Hutterer ihre Gütergemeinschaften bis in die Gegenwart bewahren. Besonders 1556 bis 1578 unter Peter Walpot entstanden neue Bruderhöfe. Während der starken Verfolgung in der Gegenreformation wanderten sie nach Ungarn, die Walachei und später in die Ukraine aus. Im 19. Jahrhundert entstanden Bruderhöfe in den USA.
Die täuferischen Versuche waren meist als Vorläufer einer erwarteten Neuordnung der Gesamtgesellschaft gedacht, wollten diese aber nicht allgemein erzwingen. Nur das Täuferreich von Münster setzte Gütergemeinschaft und Polygamie mit einer neuen Verfassung als Pflicht aller Münsteraner Christen durch.
Martin Luther warf den aufständischen Bauern 1525 vor, das Evangelium für soziale Veränderung zu missbrauchen und damit himmlische und irdische Gerechtigkeit (Zwei-Reiche-Lehre) zu verwechseln. Die in der Taufe gewährte Gnade Gottes sei unabhängig von der gesellschaftlichen Stellung. Die Gütergemeinschaft von Apg 4,32ff. sei freiwillig und rechtfertige keine Forderungen an andere. Dagegen wollten die Bauern ihr Eigentum behalten und Gemeinbesitz mit fremdem Eigentum schaffen. Der Augsburger Pastor Urbanus Rhegius stellte die Theologie der Täufer und ihre Lebensführung 1528 in einer vom Stadtrat angeforderten Polemik als widergöttliche Verführung der Gläubigen dar. Er deutete ihre Gütergemeinschaft als bloßes Mittel, untätigen Vagabunden materielle Sicherheit zu verschaffen, als Neid und getarnte Besitzgier. Ihre Armenhilfe deutete er als ungeregeltes Chaos, mit dem sie sich einer bürgerlichen Ordnung zu entziehen suchten.
Der Reformator Johannes Brenz dagegen verteidigte 1528/30 die verfolgten Täufer: Sie hätten ebenso wenig wie frühere Mönche versucht, allen Christen Gütergemeinschaft aufzuzwingen; diese lasse sich nicht mit Aufruhr gleichsetzen. Nur tatsächlicher, nicht als künftige Absicht unterstellter Aufruhr dürfe bestraft werden. Bis 1525 wurden die Bauernaufstände, bis 1534 die meisten Täuferkommunen durch Massaker an zehntausenden ihrer Anhänger niedergeschlagen. Dennoch hielten die Täufer an ihrem Glauben und ihrer Lebensweise fest, der ein für sie lebensgefährlicher Angriff auf das mittelalterliche Corpus Christianum war.

### Neuzeit
Weitere Gütergemeinschaften gab es bei verfolgten christlichen Minderheiten im 17. Jahrhundert, etwa bei den Levellers im englischen Bürgerkrieg (1642–1649). Deren Wortführer Gerrard Winstanley begründete die Forderung, alle englischen Adligen zu enteignen und die Feudalordnung durch Gemeineigentum abzulösen, direkt aus der ganzen Bibel, ohne sich auf kontinentale Theologen zu beziehen. Der Jesuit Jean de Labadie führte ab 1668 in mehreren Regionen Europas Hausgemeinschaften ein, die Einkommen und Besitz teilten. Seine Anhänger, die Labadisten, wanderten in die USA aus, kauften im Maryland eine Landfläche und gründeten dort 1683 eine Landkommune. Sie wurde von einem „Bischof“ autoritär geführt, der jedem die Tagesarbeiten zuteilte. Jeder Privatbesitz war verboten und der Konsum wurde rationiert. Diese Gemeinschaft soll 1725 an der Selbstbereicherung des Anführers gescheitert sein.
Die englische Quäkerin Ann Lee hatte um 1758 im Gefängnis ein visionäres Erlebnis und gründete daraufhin eine Gruppe, die wegen ihrer ekstatischen Tänze Shaker genannt wurde. Die zunächst acht Personen wanderten 1770 in die USA aus und gründeten bei Albany (New York) eine zölibatäre, pazifistische, spiritualistische und missionarische Lebens- und Gütergemeinschaft. Die Gruppe nahm Waisenkinder und Obdachlose auf, die später oft Mitglieder wurden. Sie wuchs bis 1826 auf 18 Gemeinden mit etwa 6000 Mitgliedern an, schmolz aber bis 2000 wieder auf wenige Personen.
Die um 1740 wahrscheinlich von einem Quäker gegründeten russischen Duchoborzen bildeten mit Erlaubnis von Zar Alexander I. ab 1801 eine straff organisierte Siedlungs-, Arbeits- und Gütergemeinschaft in Taurien. Sie bestraften Abtrünnige mit dem Tod und wurden daher 1839 nach Transkaukasien verbannt. Nach mehreren Verfolgungswellen wegen ihrer Kriegsdienstverweigerung erreichte Tolstoi, dass ihnen 1886 die Auswanderung nach Nordamerika erlaubt wurde. In seinen Spätschriften beschrieb Tolstoi die von ihm erhoffte Zukunftsgesellschaft als agrarische Gütergemeinschaft, die Staat, Armee, Privateigentum, Handel und industrielle Arbeitsteilung abschaffen werde. Er löste damit um 1900 die nicht von ihm gegründete Bewegung der Tolstojaner aus, die eine pazifistische Anarchie anstrebten.
Im Pietismus hatte Philipp Jacob Spener in seinem Werk Pia desideria (1675) das Gemeineigentum nach Apg 2/4 als Ideal einer christlichen Lebensform genannt. Gottfried Arnold hatte dieses Ideal in seiner „Unparteiischen Kirchen- und Ketzer-Historie“ (1699) als Kritik an der bisherigen Kirchengeschichte entfaltet. Seitdem galt die urgemeindliche Gütergemeinschaft sozialreformerischen Pietisten wie Ernst Christoph Hochmann von Hochenau und Friedrich Christoph Oetinger als Vorbild. In seiner Schrift „Die güldene Zeit“ (1759) identifizierte Oetinger das erwartete tausendjährige Reich Jesu Christi mit der paganen Idee des Goldenen Zeitalters: Das 19. Jahrhundert werde eine demokratische Gesellschaftsordnung bringen, in der Geld, Staat und Privateigentum abgeschafft sein würden. Sein Werk inspirierte 1824 die Gründung der pietistischen Siedlung Wilhelmsdorf (Württemberg) als Gütergemeinschaft.
Der vom Pietismus beeinflusste Württemberger Weber Johann Georg Rapp gründete 1805 in Pennsylvania, USA, den Harmonistenorden, der von 1814 bis 1824 unter dem Namen „New Harmony“ in Indiana, dann bis 1916 unter dem Namen „Ökonomie“ erneut in Pennsylvania bestand. Die ursprünglich etwa 800, zuletzt noch ca. 150 Mitglieder lebten ehelos und übertrugen alle Besitzrechte einem Vorstand unter Rapps Vorsitz. Die Kommune spaltete sich 1832 an Führungskonflikten und verwandelte sich ab 1840 allmählich in eine reine Produktionsgenossenschaft.
In der Kirche Jesu Christi der Heiligen der Letzten Tage (Mormonen) gründete Joseph Smith 1831 den United Order of Enoch, dessen Angehörige in Gütergemeinschaft lebten. Der Orden beeinflusste die Ansiedlung der Mormonen in Missouri und Utah.

### Ab 1920
Inspiriert von den damaligen religiösen Sozialisten und den Hutterern, denen sie sich anfangs anschlossen, gründeten das Ehepaar Emmy und Eberhard Arnold 1920 in Sannerz (Hessen) den ersten „Bruderhof“. Die Bruderhöfer pflegten eine an der Bergpredigt orientierte Gütergemeinschaft. In der Zeit des Nationalsozialismus wurden sie als Pazifisten verfolgt und bezogen Ausweichquartiere im Fürstentum Liechtenstein, in Großbritannien und Paraguay. Weitere Bruderhöfe entstanden später in den USA und Australien.
Hans und Wally Klassen, aus Russland emigrierte Mennoniten und Tolstojaner, gehörten zur Kommune in Sannerz. Sie gründeten 1923 in Sonnefeld (Oberfranken) eine Siedlung, deren Mitglieder – meist Quäker – Gütergemeinschaft und strengen Vegetarismus übten und Waisenkinder aufnahmen.
1943 gründete Chiara Lubich in Loreto (Marken) eine Lebensgemeinschaft von Frauen, die Armut, Keuschheit und Nachfolge Jesu im Alltag gelobten. Daraus ging die Fokolarbewegung hervor: eine zunächst katholische Laienbewegung, die später überkonfessionell und interreligiös wurde. Ein Teil ihrer Mitglieder lebt ehelos in Wohngemeinschaften, die gewöhnlichen Berufen nachgehen, aber alles Gehalt in eine Gruppenkasse einzahlen. Überschüsse werden an eine Zentralkasse in Rom überwiesen, aus der überlebensnotwendige Güter gekauft und an Orte verteilt werden, wo sie fehlen.
Nach 1945 entstanden in Europa eine Vielzahl evangelischer und ökumenischer Kommunitäten, die die urgemeindliche Gütergemeinschaft zum Vorbild nehmen und sich darum als Teil der Kirche, nicht als Sondergruppen (Sekten) abseits der Kirche verstehen. Frère Roger, der Gründer und erste Prior der evangelischen Communauté de Taizé, führte dort 1949 eine Gütergemeinschaft ein, die mit Ehelosigkeit und strengem Gehorsam verbunden war. Eine an Apg 2 angelehnte Lebensform im Rahmen der Großkirchen pflegt auch die 1961 gegründete ökumenische Jesus-Bruderschaft.

## Forschung
In der Forschung zum NT werden dessen Texte zur Gütergemeinschaft der Urgemeinde seit dem 19. Jahrhundert diskutiert. Gefragt wird nach ihrer Bedeutung im Eigenkontext, zeitgenössischen Analogien, biblischen Bezügen, ihrer etwaigen Organisationsform, Historizität, Wirksamkeit und aktuellen Bedeutung.

### Antike Analogien
Gütergemeinschaft war lange vor dem Christentum eine in der Antike verbreitete soziale Utopie. Seit den Historien des Herodot (um 460 v. Chr.) schrieben einige antike Historiker vergangenen Naturvölkern, die noch kein Geld als Tauschmittel kannten, Gütergemeinschaft zu. Andere Autoren beschrieben diese als Teil von fiktiven, vorzeitlichen oder versunkenen Gemeinwesen, die ethische Ideale verwirklicht hätten. Solche in die Vergangenheit projizierten Utopien waren im Hellenismus als moralisches Gegenbild zur damaligen Gegenwart üblich.
Besonders Pythagoras wurde oft eine ideale Philosophensozietät zugeschrieben, die auch Gütergemeinschaft geübt habe. In seinem Dialog Timaios (um 360 v. Chr.) führte Platon das überlieferte Sprichwort „Gemeinsam ist, was den Freunden gehört“ auf Pythagoras zurück. Aristoteles überlieferte das Sprichwort (Nikomachische Ethik 1159b): „Besitz der Freunde ist gemeinsam.“ Diese Wendung findet sich auch in den „Sprüchen des Sextus“ (≈180–200), die ein anonymer Autor aus älteren Quellen des Hellenismus (vor allem aus Platonismus und Stoa) zusammenstellte. Antonios Diogenes schrieb über Pythagoras (um 200): „Die Freunde aber liebte er über die Maßen, wobei er als erster die Auffassung vertrat, daß unter Freunden alles gemeinsam (ta ton filon koina) und der Freund ein alter ego sei.“ Iamblichos von Chalkis schrieb in seiner Schrift Über das pythagoreische Leben (um 300): „Ursprung der Gerechtigkeit ist nun Gemeinschaft, gleiches Recht und eine Verbundenheit, in der alle ganz wie ein einziger Leib und eine einzige Seele dasselbe empfinden und mein und dein gleich bezeichnen […]. Dies hat nun Pythagoras von allen Menschen am besten ins Werk gesetzt, indem er aus der Wesenart seiner Jünger die Bindung an Privateigentum völlig verbannte und dafür den Sinn für das Gemeinsame verstärkt.“
Viele Forscher nehmen an, dass Lukas die antike Idealisierung der Pythagoreer kannte und sie seinen Sprachstil beeinflusste (darunter koinonia, „ein Herz und eine Seele“, hapanta koina: „sie hatten alles gemeinsam“). Martin Hengel (1996), Gerd Theißen (2008) und andere Neutestamentler nehmen an, dass Lukas die Wendung hapanta koina wörtlich aus damals umlaufender hellenistischer Spruchweisheit übernahm. Laut Matthias Konradt (2006) übernahm er die Wendung aus der hellenistischen Freundschaftsethik. Laut Niclas Forster (2007) stilisierte er die Summarien in Apg 2/4 bewusst nach dem damals üblichen literarischen Muster idealer Gemeinschaften.
Gütergemeinschaft gehörte zu einigen Varianten der antiken Utopie vom Goldenen Zeitalter. Römische Autoren wie der Dichter Vergil sahen dieses Zeitalter mit Kaiser Augustus angebrochen (Aeneis, 29–19 v. Chr.). Sie ließen das überlieferte Merkmal der Gütergemeinschaft jedoch fort, offenbar weil die Realität diesem zu deutlich widersprach. Dagegen betont Apg 2/4 die Gütergemeinschaft der Urgemeinde: eventuell in bewusstem Kontrast zur römischen Umwelt, so wie die lukanische Geburtsgeschichte Jesus mit kaiserlichen Hoheitstiteln als den (wahren) „Retter“ und Bringer des „Friedens auf Erden“ bezeichnet. Solche „antikaiserlichen Anspielungen“ gelten als Grundzug des lukanischen Doppelwerks.
Auch im antiken Judentum war Gütermeinschaft bekannt. Einige Schriftrollen vom Toten Meer, die Gemeinderegel und die Damaskusschrift (entstanden um 180 v. Chr.), beschreiben eine endzeitliche Gemeinschaft von „Priestern“, die ihre Güter gemäß Ez 44,28 (Priester sollten besitzlos sein, um ganz für Gott zu leben) beim Eintritt in diese Gruppe abgeben sollten. Diese Texte enthalten weitere Parallelen zu Apg 2/4, etwa eine Wassertaufe als Aufnahmebedingung, ein Leitungsgremium von zwölf Laien und drei Priestern. Im Unterschied zu Apg 2/4 betonen sie das Zusammenwohnen in gemeinsamen Häusern, das Bilden eines festen Gemeindevermögens durch Einzahlen von Arbeitslöhnen in eine gemeinsame Kasse und ein fest organisiertes Fürsorgewesen. Ob es die beschriebene Gruppe gab und sie in der nahegelegenen historischen Siedlung Qumran lebte, ist umstritten.
Im 1. Jahrhundert stellten vom Hellenismus beeinflusste jüdische Autoren die vermuteten Essener analog zu den Pythagoreern dar. Flavius Josephus schrieb:

„Sie sind Verächter des Reichtums, und bewundernswert ist bei ihnen der Gemeinschaftssinn; es ist Gesetz, dass die in die Sekte Eintretenden ihr Vermögen dem Orden übereignen, so dass insgesamt bei ihnen weder die Niedrigkeit der Armut noch ein Vorrang des Reichtums in Erscheinung tritt, sondern nach Zusammenlegung des Besitzes der Einzelnen nur ein Vermögen für alle als Brüder vorhanden ist … Gewählt sind die Verwalter des gemeinschaftlichen Vermögens, und unterschiedslos ist jeder Einzelne für alle zur Dienstleistung verpflichtet.“

Philon von Alexandria schrieb:

„Ihre Liebe zu den Menschen zeigen sie durch Wohlwollen, Gleichberechtigung… und das Gemeinschaftsleben (koinonia) […]: Zuerst also, kein Haus ist das Eigentum einer einzelnen Person, ohne daß es nicht in der Tat das Haus aller wäre; denn, außer daß sie in Bruderschaften gemeinsam leben…, steht ihre Wohnung auch den Mitgliedern derselben Sekte offen, die von anderswoher kommen. […] Folglich haben sie eine gemeinsame Kasse für alle und gemeinsame Ausgaben. Gemeinsam sind die Kleider und gemeinsam die Lebensmittel; auch haben sie den Brauch der gemeinschaftlichen Mahlzeiten… angenommen. Das Teilen desselben Daches, derselben Lebensweise und desselben Tisches findet man tatsächlich nirgends besser verwirklicht. Und das ist der Grund dafür: Alles, was sie als Lohn für ihr Tagwerk verdienen, behalten sie nicht für sich selbst, sondern legen es vor allen nieder…, damit es zur gemeinsamen Verfügung stehe für die, welche sich davon bedienen wollen.“

Diese idealtypischen Beschreibungen gelten als literarische Kulturkritik. Obwohl kein direkter Einfluss auf Apg 2/4 nachweisbar ist, wird angenommen, dass Lukas Gütergemeinschaft über das damalige hellenisierte Judentum kennenlernte. Laut Martin Honecker enthält Apg 2/4 jedoch keinen prinzipiellen Protest gegen Reichtum und Privateigentum.

### Biblische Bezüge
Das Bodenrecht der Tora geht von dem Grundsatz aus: JHWH allein gehöre das Land Israel, die Israeliten hätten es nur „gepachtet“ (Lev 25,23 ). Damit wird das Gebot des Erlassjahrs begründet, das verlangt, in Sklaverei geratene Israeliten in jedem 50. Jahr zu entlassen und jedem sein ursprüngliches von Gott gegebenes Erbteil zurückzugeben. Weil dieses Gebot in Israels Königszeit (ca. 950–586 v. Chr.) missachtet wurde, ging es in die Zukunftsverheißung der exilisch-nachexilischen biblischen Prophetie ein (Jes 61,1–2 ). Diese Verheißung zitierte Jesus von Nazaret laut Lk 4,18–21  bei seinem Auftritt in der Synagoge von Nazareth und beanspruchte, sie zu erfüllen. Damals besaßen jedoch die Römer und von ihnen abhängige jüdische Großgrundbesitzer das Land Israel. Daher wird die Gütergemeinschaft der Urgemeinde als Versuch gedeutet, das verheißene endzeitliche Erlassjahr unter der Fremdherrschaft vorwegzunehmen und partiell zu verwirklichen.
Den Ausdruck „ein Herz und eine Seele“ (Apg 4,32 ) verstehen viele Ausleger als Anspielung auf das jüdische Schma Jisrael (Dtn 6,5 ): „Darum sollst du den Herrn, deinen Gott, lieben mit ganzem Herzen, mit ganzer Seele und mit ganzer Kraft.“ Gerhard Jankowski (1995) folgerte: Die Urgemeinde habe für Lukas das hier umschriebene erste der Zehn Gebote gerade durch ihre Gütergemeinschaft verwirklicht. Denn indem niemand etwas sein eigen nannte, sondern alle über alles gemeinsam verfügten, hätten sie Gott wieder als alleinigen Eigentümer Israels (Lev 25,23) anerkannt. Deshalb berichte Lukas von Grundstücksverkäufen und hebe das Beispiel eines Leviten hervor: Dieser Priesterstamm durfte nach Dtn 18,1–2  ohnehin kein Land besitzen. Offenbar habe die Urgemeinde wie die Leviten alles Grundeigentum aufgegeben. Damit habe Lukas die Urgemeinde als Gegenentwurf zu dem auf Großgrundbesitz, Sklaverei und Militärgewalt gegründeten Imperium Romanum dargestellt. Dieser Gegenentwurf sei also nur in einer völlig anderen Gesellschaftsordnung zu verwirklichen, auf die die Apg mit der Predigt der Auferstehung Jesu auch in Rom hingearbeitet habe.
Für viele Neutestamentler spielt Apg 4,34 („Es gab auch keinen unter ihnen, der Not litt…“) deutlich auf das Toragebot Dtn 15,4  an: „Doch eigentlich sollte es bei dir gar keinen Armen geben…“ Für Lukas habe die Gütergemeinschaft der Urgemeinde also das Ziel des gebotenen Sabbatjahrs (Dtn 15) erfüllt, das einen allgemeinen Schuldenerlass für die Armen vorsah. Aber während für Dtn 15,11  („Die Armen werden niemals ganz aus deinem Land verschwinden…“) dieses Ziel unerreichbar blieb, habe Lukas diesen Vers, auf den auch Jesus hinwies (Mk 14,7 ), bewusst nicht aufgegriffen: „In der Gemeinde wird also die Israel gegebene Verheißung erfüllt, Dtn 15,4.“ Auch Michael Schäfers (1998) folgerte: Indem die Urgemeinde den Mangel der Bedürftigen laut Apg 4,34 behob, habe sie für Lukas die Utopie der Tora erfüllt, dass es im Volk Gottes keine Armen mehr geben soll. Ihre Gütergemeinschaft habe also die dauerhafte Überwindung der Armut im Sinne von Dtn 15,4 angestrebt. Sie gehe über die bloße individuelle Freigebigkeit hinaus, die Armut niemals habe beseitigen können. Nur wenn die Urgemeinde Gütergemeinschaft tatsächlich praktiziert habe, habe sie das Vorbild für das damalige Diaspora-Judentum sein können, das antike Quellen bezeugen.
Meist wird die Gütergemeinschaft der Urgemeinde als Wirkung Jesu erklärt. Als direkte Einflüsse Jesu führte Jürgen Roloff (1988) an: seinen Besitzverzicht (Lk 6,24 ), seine entsprechende Forderung an seine Nachfolger (Lk 9,3 ; 10,4 ), seine Kritik am Reichtum (Mk 10,21–27 ; Lk 12,16–21 ; 16,13.19–31 ) und seine Aufforderung an seine Nachfolger, sich nicht um den Lebensunterhalt zu sorgen (Mt 6,25–33 ). Die Urgemeinde sei dieser Verkündigung Jesu gefolgt. Mit ihrer Gütergemeinschaft habe sie seine Warnung vor dem Mammon als gottfeindlicher Macht zu beherzigen versucht und Besitz für das Miteinander, für Arme, nicht für eigene, von anderen trennende Interessen eingesetzt. Peter Stuhlmacher (2005) nahm an, dass in der Urgemeinde Jesu Gebote und der Dekalog weiter galten. Er deutete Apg 2/4 als Versuch der Urgemeinde, Jesu Gebot zur Besitzaufgabe (Lk 12,22–32 ; Mt 6,25–34 ) zu befolgen. Deshalb habe sie eine ganz auf die Gottesherrschaft ausgerichtete Lebensgemeinschaft gebildet.
José Porfirio Miranda (1981) führte die urchristliche Gütergemeinschaft auf Jesu Forderung in Lk 14,33  zurück: „Darum kann keiner von euch mein Jünger sein, wenn er nicht auf seinen ganzen Besitz verzichtet.“ Jesus sei zweifellos Kommunist gewesen. Laut Lk 8,1-3 hätten schon seine ersten Nachfolger ihren Besitz miteinander geteilt und laut Joh 12,6 und Joh 13,29 eine gemeinsame Kasse gehabt. Darum habe Lukas die vollständige Besitzaufgabe und das Gemeineigentum mit Apg 2 und 4 für alle Christen verbindlich gemacht. Nur ein Nichtchrist könne Privatbesitz behalten; ein Christ, der das versuche, betrüge laut Apg 5,4 den Heiligen Geist und verfalle der Todesstrafe. Kommunismus (Gemeineigentum) sei für Jesus und Lukas somit die unaufgebbare Bedingung des Christseins.

### Organisationsform
Die historisch-kritische Debatte zum Thema begann im 19. Jahrhundert im Kontext damaliger gesellschaftlicher Konflikte. Seit etwa 1830 wurde die Gütergemeinschaft der Urgemeinde zur Begründung für die Ziele des Frühsozialismus herangezogen und als Anstoß für eine umfassende Gesellschaftsreform oder soziale Revolution gedeutet: zum Beispiel von Félicité de Lamennais und Wilhelm Weitling.
Friedrich Engels grenzte sich 1843 gegen die in Frankreich damals beliebte Gleichsetzung „Christentum ist Kommunismus“ ab: Zwar schienen „einige wenige Bibelstellen den Kommunismus zu begünstigen“, der „allgemeine Geist“ biblischer Lehren widerspreche diesem und jeder sonstigen „vernünftigen Maßnahme“ jedoch völlig. Er gestand aber zu, dass die Aufständischen im deutschen Bauernkrieg sich zu Recht auf die urchristliche Gütergemeinschaft berufen hätten: Ihre Unterdrückung und Rechtlosigkeit „stach sehr ab von dem Gemeinwesen der ersten Christen und von den Lehren Christi, wie sie in der Bibel niedergelegt sind“. Der Bauernführer Thomas Müntzer habe daher nur „logische Schlüsse“ aus Luthers Lehre gezogen, als er die „Eigentumsgemeinschaft“ und Demokratie als einzig richtige Gesellschaftsform für Christen aus der Bibel folgerte.
Seit der Märzrevolution 1848 grenzten christliche Ausleger die Gütergemeinschaft der Urgemeinde gegen den Frühsozialismus ab: Apg 2,44/4,32 bedeute keine Aufhebung des Privateigentums durch eine andere, kollektive Besitzform. Der Diakon Heinrich Merz betonte 1849: Privatbesitz sei Recht und Pflicht, um Bedürftigen helfen zu können. Zwangsweise Enteignung würde Reiche nur arm und so Arme noch ärmer machen. Jeder habe nur das in die Gemeindekasse eingezahlt, was ihm möglich und aktuell nötig war, aber den Rest behalten: in dem Bewusstsein, dass „Alles von Gott und Alles für die Brüder“ da sei. Es komme also auf die innere Bereitschaft der Liebe an. Ähnlich betonte Gerhard Uhlhorn (1895): Es handele sich bei Apg 2/4 um freiwilliges, spontanes, ungeregeltes Almosengeben aus enthusiastischer Liebe der Anfangszeit.
Der katholische Priester Wilhelm Hohoff proklamierte seit 1871: Die Gleichheit der Güter, also ein gesamtgesellschaftlicher Besitzausgleich, sei aufgrund der Nächstenliebe das Ziel des Christentums. Dieses sei daher mit dem Sozialismus vereinbar. Damit wurde er ein früher Vertreter des religiösen Sozialismus. Dagegen folgerten die meisten katholischen Ausleger aus dem NT im Anschluss an die Enzyklika Rerum Novarum (1891) keine Gesellschaftsreform, sondern die allgemeine Sozialpflichtigkeit des Eigentums. Die Gütergemeinschaft deuteten sie als gesteigerte Form des Almosengebens oder als Sonderethik für eine ethisch vollkommene Minderheit. Theo Sommerlad (1903) deutete Apg 2,44 als „Einrichtung einer Armenunterstützung“ ohne feste Organisationsform. Die NT-Texte zeigten keine Spur eines Verbandes oder einer gemeinsamen Bewirtschaftung des Grundbesitzes.
Der Marxist Karl Kautsky ordnete das Urchristentum seit 1895 als von einem antiken „Lumpenproletariat“, von mittellosen Armen, Kleinhandwerkern und mittelständischen Kaufleuten getragene Reformbewegung ein. Diese habe auf damalige Massenarmut mit gerechter Güterverteilung und gemeinsamer Güterverwaltung reagiert. Jedoch hätten die Urchristen die Produktionsmittel verkauft oder in Privathand gelassen und so die Armut nicht überwinden können. Weil sie sich auf einen „Kommunismus des Genießens“ und gemeinsamen Haushalt beschränkten, hätten sie ihr an der Familie orientiertes egalitäres Ideal mit zunehmender Ausbreitung des Christentums aufgeben müssen. Darum könnten Christen am Aufbau einer klassenlosen Gesellschaft mitwirken, obwohl ihr Glaube mit dem wissenschaftlichen Sozialismus unvereinbar sei.
Einige Marxisten kritisierten Kautzkys Thesen, andere griffen sie positiv auf. So schrieb Rosa Luxemburg 1905, gemäß der damaligen Verarmung der Bevölkerungsmasse hätten die Urchristen Gemeineigentum, Teilen der Reichen mit den Armen, soziale Gleichheit und damit Kommunismus verkündet, jedoch begrenzt auf die Besitzaufgabe der Getauften und die Lebensmittel, nicht die Produktionsmittel. Klassenherrschaft habe sich deshalb auch in der Kirche historisch durchgesetzt. Die dauerhafte Überwindung von Klassenherrschaft entspreche der Botschaft Jesu Christi. Der Antikommunismus heutiger Priester richte sich daher gegen seine Lehre. Gerade die ersten Apostel seien „die leidenschaftlichsten Kommunisten“ gewesen. Dazu zitierte sie Apg 4,32–35.
Diese Ansicht lehnten die meisten Theologen und Kirchenvertreter in der Folgezeit ab. Ernst Troeltsch widersprach Kautsky ab 1908: Die Urchristen hätten keine sozialreformerischen Ziele gehabt und keine besonderen Klasseninteressen vertreten. Sie hätten Jesu Liebesgebot nur im eigenen Kreis umzusetzen versucht, dies allerdings anfangs durchaus radikal. Ihre Gütergemeinschaft habe nur die Verteilung von Konsumgut umfasst, nicht die Produktionsmittel. Es habe sich um einen auf interne Solidarität der Gläubigen gegründeten „Liebeskommunismus“ als Kommunismus der Konsumtion gehandelt. Der Kirchenhistoriker Hans von Schubert (1919) hielt die Kategorie des Liebeskommunismus für unpassend: Die Urgemeinde habe keinen Zwang ausgeübt, die Konsumgüter gemeinsam zu verwalten. Leonhard Ragaz dagegen knüpfte an Troeltsch an: Die Urgemeinde habe eine freie Genossenschaft gebildet und einen „Sozialismus der Freiwilligkeit“ angestrebt, der dem Geist Christi entsprochen habe. 1972 bejahte auch Ernst Bloch den Begriff Liebeskommunismus für die urgemeindliche Gütergemeinschaft. Heinz-Dietrich Wendland, Wilhelm Schneemelcher, Wolfgang Schrage, Jürgen Roloff und andere betonten dagegen, „Kommunismus“ sei mit „Liebe“ unvereinbar und keine für die urchristliche Gütergemeinschaft geeignete Kategorie. Dort gehe es weder um völlige Besitzlosigkeit noch Vergesellschaftung von Produktionsmitteln.
Michael Schäfers (1998) zufolge praktizierte die Urgemeinde eine ihren Möglichkeiten und Zeitumständen gemäße Mischung aus individuellem Besitzverzicht und Sozialfürsorge mit dem Ziel, die Armut intern zu überwinden und gleiche Besitzverhältnisse zu schaffen. Deshalb habe sie das Privateigentum diesem Ziel untergeordnet und dienstbar gemacht, es aber nicht durch eine kollektive Besitzform oder ein kollektiv ausgeübtes Verfügungsrecht abgelöst. Der Prozess der freiwilligen Besitzabgabe habe einen Besitzausgleich angestrebt, hinter den private Besitz- und Verfügungsrechte zurückgetreten seien. Diesen prozessualen Besitzausgleich habe sie als Ausdruck der Nachfolge Jesu im Zeichen der Naherwartung verstanden und legitimiert.
Peter Stuhlmacher (2005) folgerte aus den Unterschieden von Apg 2 zu antiken Texten, die fest organisierte Güter- und Versorgungsgemeinschaften beschreiben: „Es handelte sich in Jerusalem nur erst um eine vita communis auf der Basis geistlicher Spontaneität und Freiwilligkeit… das ganze Lebensinteresse war auf das Gebet und das im maranatha erflehte endzeitliche Kommen des Herrn ausgerichtet.“
Jürgen Roloff (2010) zufolge reagiert die Gütergemeinschaft in beiden Summarien auf das Auferstehungszeugnis der Apostel und erweist seine Wirksamkeit (Apg 2,34; 4,33). So habe Lukas beide Aspekte unlösbar verbunden. Apg 2 stelle die Gütergemeinschaft als Resümee voran, Apg 4 beschreibe ihren konkreten Vollzug: „Wann immer es die Lage erfordert, verkaufen die Besitzer von Grundstücken und Häusern ihr Eigentum und liefern den Erlös bei den Aposteln ab. Diese verwalten die Gemeinschaftskasse, aus der bedürftige Gemeindeglieder bekommen, was sie brauchen (vgl. 6,1f.)“ Auf diese Weise habe Lukas eine zeitlich begrenzte Praxis, die ihm wahrscheinlich nur aus den überlieferten Einzelbeispielen bekannt gewesen sei, zum historischen Leitbild für die Kirche aller Zeiten erhoben. Weil die Apostel als Zeugen der Erscheinungen des Auferstandenen seine baldige Wiederkunft erwarteten, hätten sie vorhandene Mittel spontan für Bedürftige eingesetzt, aber keine langfristige Versorgung organisiert.

### Historizität
Hans Conzelmann (1969) argumentierte literarkritisch gegen die Historizität der Gütergemeinschaft: Die Summarien stellten einen allgemeinen Verzicht auf Eigentum dar (Apg 2,44/4,32), die Beispielerzählungen dagegen schilderten den Verzicht als besondere Leistung Einzelner (Apg 4,36f.), also als Ausnahme. Auch antike Texte zur Gütergemeinschaft der Pythagoreer seien Idealbilder. Die Übereignung von Vermögen und Lohn beim Eintritt in die Gemeinde von Qumran (die Conzelmann als historisch annahm) zeige gerade, dass eine Gütergemeinschaft nur habe bestehen können, wenn auch die Produktion gemeinsam organisiert worden sei. Daher sei Apg 2/4 eine nachträglich idealisierte Darstellung; eine völlige Besitzgemeinschaft habe es „so nicht“ gegeben.
Gerd Theißen (1989) dagegen nahm einen historischen Kern der Gütergemeinschaft an. Die Urgemeinde habe die hellenistische Parole „Allen ist alles gemeinsam“ wahrscheinlich als Reaktion auf den Konflikt zwischen Hebräern und Hellenisten (Apg 6,1ff.) übernommen, um die Konfliktparteien zum gleichberechtigten Miteinanderteilen zu verpflichten und einer autoritären Entwicklung vorzubeugen.
Ulrich Luz (2005) argumentierte wie folgt für die Historizität: Zwar habe Lukas die Summarien bewusst so formuliert, dass darin Motive idealer Gesellschaftsformen und Freundschaftsethik in antiker Philosophie wie auch biblische Toragebote anklangen. Aber er habe die Gütergemeinschaft sicher nicht erfunden, da regelmäßige gemeinsame Mahlzeiten in der Urgemeinde zuverlässig belegt seien, die an das letzte Mahl Jesu vor seinem Tod erinnerten. Solche religiösen Mahlzeiten hätten immer auch die soziale Existenzsicherung der Armen eingeschlossen. Da Palästina damals ständig von Hungersnöten bedroht war, viele ehemalige Jesusnachfolger aus Galiläa stammten, ihre Berufe als Fischer und Bauern in der Stadt nicht ausüben konnten, die Urgemeinde als Zentrum des Urchristentums oft von anderen Christen besucht wurde und auch eine Ortsgruppe der Essener in Jerusalem Gütergemeinschaft übte, sei irgendeine kommunitäre Lebensform der Urgemeinde höchstwahrscheinlich historisch.
Jürgen Roloff (2010) nannte ähnliche und zusätzliche Argumente: Viele der ersten Mitglieder aus Galiläa hatten ihre Familienverbände, Wohnsitze und Berufe dort aufgegeben und konnten als Fischer und Bauern in Jerusalem kaum Arbeit finden. In dieser Lage mussten ortsansässige Christen mit für ihren Unterhalt aufkommen. Pharisäer hatten eine Armenfürsorge etabliert, indem sie bei der Mahlfeier in den Synagogen Geldspenden für Bedürftige auslobten und einsammelten. Diesem Beispiel seien die Jerusalemer Urchristen gefolgt.

### Wirksamkeit
Die Gütergemeinschaft wurde oft als Ursache für die Verarmung der Urgemeinde dargestellt: Das Verkaufen von Grundbesitz und Konsumieren der Erlöse habe in den wirtschaftlichen Ruin geführt. Deshalb sei die Urgemeinde später auf materielle Hilfe von außen angewiesen gewesen, wie die Kollekte des Paulus zeige. Somit sei die Gütergemeinschaft zwangsläufig gescheitert und kein Modell für die Gegenwart. Diese Ansicht vertraten Georg Wilhelm Friedrich Hegel, Adolf Stoecker (1881), Friedrich Lahusen (1890), Hans von Schubert (1919), Max Weber, Gotthilf Schenkel (1946), Werner Elert (1949), Martin Robbe (1967), Rudolf Bultmann (1968), Heinz Kreißig (1970), Barry Gordon (1989) und andere.
Ihr widersprachen Walter Rauschenbusch, Vertreter des Social Gospel (1907), Leonhard Ragaz (um 1920), Harmannus Obendink (1949) und Hans Joachim Iwand (1964). Iwand betonte: Die Gütergemeinschaft sei vom Menschen aus betrachtet ebenso möglich oder unmöglich wie Gottes Menschwerdung. Wer an Jesus Christus glaube, könne die Gütergemeinschaft nicht ablehnen.
Wolfgang Reinhardt (1995) betonte: Lukas habe Widersprüche zur anfänglichen Gütergemeinschaft bewusst nicht harmonisiert. Die Verarmung der Urgemeinde habe äußere, nicht innere Ursachen gehabt. Man solle nicht vom Scheitern der Gütergemeinschaft reden, weil schon Apg 11,27–30 ihre Wirkung auf andere Gemeinden zeige: „Vielmehr könnte man von einer Ausweitung des Modells auf die ganze Ökumene sprechen.“ Er zitierte zustimmend Klaus Haacker: „Das Beispiel der Urgemeinde hat also in Wirklichkeit Schule gemacht und ist in überregionale Aktionen des innerkirchlichen Lastenausgleichs umgesetzt worden.“ Die attraktive Armenversorgung sei Hauptgrund für das Wachstum des Urchristentums in der Antike gewesen.
Martin Leutzsch (1999) zufolge bestätigen frühchristliche Texte (Didache, Apologie Justins, Lukian) die Wirksamkeit der Gütergemeinschaft. Auch außerchristliche antike Parallelen zeigten ihre Durchführbarkeit. Sie sei für Lukas laut Apg eine Erfolgsgeschichte, kein missglücktes Experiment gewesen.

### Geltungsanspruch
1780 legte der Lübecker Chirurg Jakob Leonhard Vogel Apg 2/4 als gültigen Rechtsanspruch armer an reiche Christen und gemeinsames Verfügungsrecht aller Christen aus:

„Ein jeder Christ hatte nach der brüderlichen Verbindung ein Recht zu den Gütern aller Mitglieder der ganzen Gemeine und konnte im Fall der Not fordern, daß die begüterten Mitglieder ihm soviel von ihrem Vermögen mitteilten, als zu seiner Notdurft erfordert ward. Ein jeder Christ konnte sich der Güter seiner Brüder bedienen, und die Christen, die etwas hatten, konnten ihren bedürftigen Brüdern den Nutzen und Gebrauch derselbigen nicht versagen. Ein Christ, zum Exempel, der kein Haus hatte, konnte von einem anderen Christen, der 2 oder 3 Häuser hatte, begehren, daß er ihm eine Wohnung gebe, deswegen blieb er doch Herr der Häuser. Wegen der Gemeinschaft des Gebrauchs aber mußte die eine Wohnung dem andern zum wohnen überlassen werden.“

Martin Leutzsch sieht die meisten traditionellen Auslegungen als Versuche an, den Geltungsanspruch des lukanischen Vorbilds für heutige Christen abzuwehren. Er zählt dazu folgende Argumentationsweisen:
- konsequente Historisierung: Die Gütergemeinschaft habe es nur in der besonderen, nicht wiederholbaren Situation der Urchristen (ihrer Naherwartung) gegeben.
- konsequente Enthistorisierung: Sie sei nie historische Realität, nur ein ideales Konstrukt des Lukas gewesen.
- Bestreiten des Vorbildcharakters: Von Gütergemeinschaft sei nur in der Apg die Rede, das Jerusalemer Modell sei schon im Urchristentum nur eines unter anderen.
- religionsgeschichtlicher Vergleich: Die Gütergemeinschaft sei aus außerchristlichen Parallelen übernommen und folge nicht aus der Botschaft Jesu.
- Begrenzung der Relevanz und Wirksamkeit: Die Gütergemeinschaft sei ein Gemeindemodell, kein Gesellschaftsmodell. Sie sei auch laut Apg selbst nicht von allen Urchristen, sondern nur unter der Leitung der erstberufenen Apostel praktiziert worden. Die Beteiligten seien dabei einem pfingstlichen Rausch verfallen gewesen. Sie habe zur Verarmung der Urgemeinde geführt.[104]